# Julie (magazine)
Pour les articles homonymes, voir Julie.
Julie est un magazine français pour ados , édité par Milan Presse, filiale du groupe Bayard Presse.
Le public visé sont les filles âgées de 10 à 14 ans.

## Contenu
Julie t'éclaire : Zoom, BD, Ça fait débat, 24 H avec, BD, Sélection
Julie te raconte : Un jour, une fille, Bulle d'air
Julie t'inspire : DIY Girl, Mode, Tendances, Cahier Récré'actif
Julie t'écoute : 100% Forme, Test, Journal intime, Humeurs, Courrier, BD, Et enfin

## Folili, le forum des lectrices de Julie!
Folili est le forum du magazine Julie. Il a ouvert en décembre 2007. Sa première version graphique a été remplacée par une seconde version en avril 2014. Il sera ainsi supprimé définitivement en 2018.
Cette communauté est réservée aux mineurs et s'adresse plus particulièrement aux filles de 10-14 ans. Une vigilance particulière est apportée par l'équipe d'encadrement afin d'assurer la sécurité des mineurs sur ce support.
Julienaute est le nom donné aux jeunes filles utilisant le forum. Il y a actuellement[Quand ?] 1038424 messages, 14436 sujet, et 16038 membres.
Le forum de Julie est administré et modéré par des journalistes de la rédaction de Julie dont Elodie (le nom de son compte est elodie), Jérôme et Camille (le nom de leur compte est Compte Julie). Elodie anime la communauté et modère les messages des julienautes du mardi au vendredi et le Compte Julie du samedi au lundi.